# CFM International CFM56
Vous lisez un « bon article » labellisé en 2023.
Les moteurs CFM International CFM56 (désignation militaire américaine General Electric F108) sont une série de turboréacteurs à double flux à fort taux de dilution fabriqués par CFM International. La poussée maximale des moteurs de cette gamme s'échelonne de 82 à 151 kN.
Ces moteurs sont issus d'une coopération franco-américaine, engagée au début des années 1970 entre les sociétés SNECMA (devenue Safran Aircraft Engines en 2016) et General Electric. Ils transposent les progrès technologiques qui ont fait leur apparition, dans les années précédentes, sur des moteurs deux à trois fois plus puissants, destinés aux avions gros porteurs. Au moment de leur apparition sur le marché, ils représentent un bond considérable par rapport aux moteurs qui existent dans cette gamme de puissance, que ce soit en matière de consommation de carburant ou de niveau sonore.
Les CFM56 sont sélectionnés pour équiper de nombreux types d'avions. Leurs premiers succès commerciaux concernent la remotorisation de quadriréacteurs utilisant des moteurs devenus obsolètes : les Boeing C-135 militaires (avions ravitailleurs) et les Douglas DC-8 civils. Ils sont ensuite adoptés pour des avions de ligne moyen-courriers biréacteurs, Airbus A320 et Boeing 737, ainsi que sur le quadriréacteur Airbus A340 (sauf dans ses versions allongées).
Jusqu'en 2022, un total de 34 000 moteurs de la famille CFM56 a été produit, ce qui en fait le turboréacteur civil le plus produit. Le CFM International LEAP lui succède désormais dans l'offre commerciale, mais des CFM56 continueront à être produits comme moteurs de remplacement, probablement jusqu'aux années 2040.

## Historique

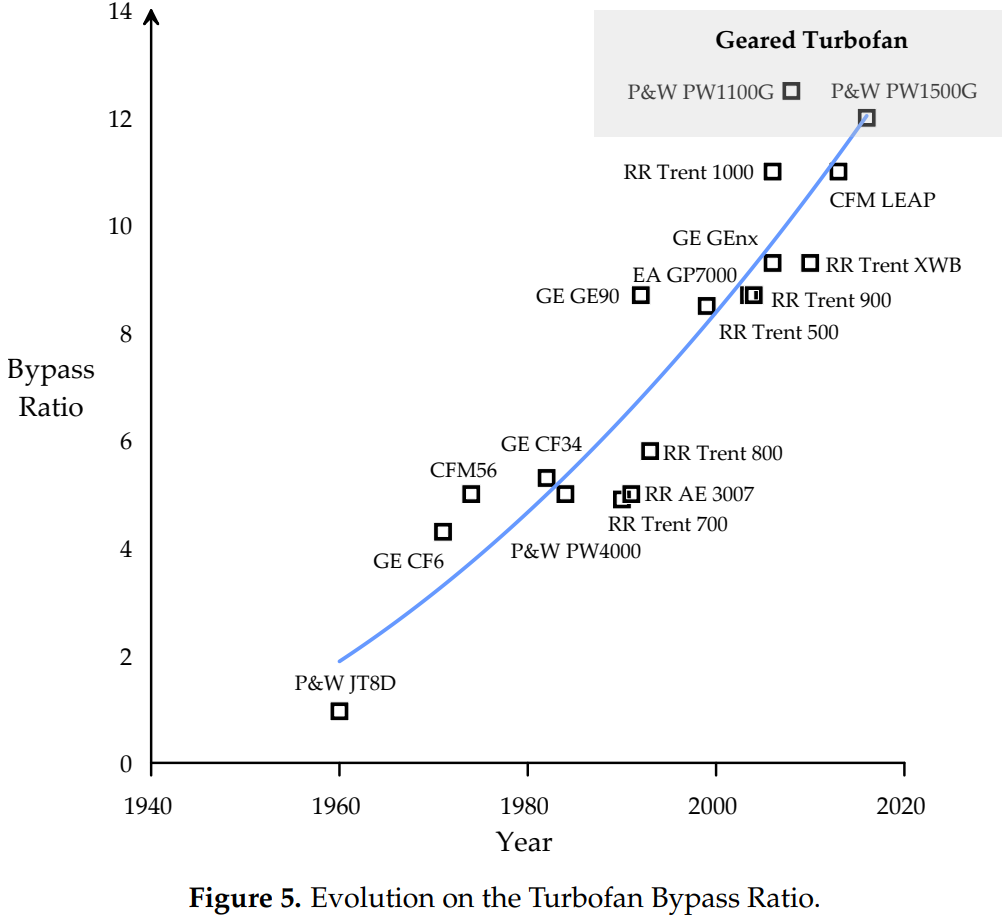
Évolution du taux de dilution des réacteurs à double flux pour avions commerciaux.

### Contexte
La fin des années 1960 a vu naître des réacteurs à double flux de nouvelle génération destinés aux gros-porteurs : le Pratt & Whitney JT9D, le General Electric CF6 et le Rolls-Royce RB.211. Ces réacteurs dépassent 200 kN de poussée, et présentent des caractéristiques alors révolutionnaires. En particulier, leur taux de dilution, c'est-à-dire le ratio entre le volume d'air utilisé pour les flux froid et chaud, est supérieur à 5, quand il était de moins de 1,5 pour les turboréacteurs à double flux civils de la première génération (Pratt & Whitney JT3D, Rolls-Royce RB.80 Conway par exemple). Leur taux de compression (ratio entre la pression d'air à l'admission et celle dans la chambre de combustion) est de l'ordre de 25, et la température des gaz à l'admission de la turbine dépasse 1 300 °C. Cependant, vers 1970, il n'existe pas de réacteur de plus petite taille bénéficiant des mêmes avancées technologiques, et donc d'une consommation spécifique aussi faible. Le Pratt & Whitney JT8D à faible taux de dilution est à cette époque considéré comme la bête de somme du transport aérien, équipant les Boeing 727 et 737 et les Douglas DC-9. Sa conception est déjà ancienne : il a été testé à partir de 1960, et ses parties internes sont directement empruntées à un réacteur militaire à simple flux, le J52, antérieur de cinq ans,.
Il apparaît donc qu'il existe une demande pour un nouveau moteur transposant les progrès techniques dont ont déjà bénéficié les moteurs pour gros-porteurs mais dimensionné pour équiper des avions à simple couloir, avec une poussée de l'ordre de 100 kN.

### Origine
Le motoriste français SNECMA est décidé à saisir cette opportunité. À l'époque, SNECMA produit surtout des réacteurs militaires, notamment la famille Atar. L'entreprise a aussi coopéré avec Rolls-Royce pour produire le réacteur du Concorde, l'Olympus 593.
SNECMA esquisse un projet désigné en interne M56. Cependant, investir seul dans un projet d'une telle ampleur représenterait un risque énorme, et l'entreprise française cherche un partenaire. Des démarches sont menées auprès des trois géants : General Electric, Pratt & Whitney et Rolls-Royce. Néanmoins, Rolls-Royce est dans une situation financière trop difficile pour s'engager dans un nouveau développement d'envergure après les déboires du projet RB.207/RB.211, et Pratt & Whitney préfère améliorer son JT8D en développant la série -200. C'est finalement General Electric (GE) qui répond positivement à la proposition de SNECMA et devient le partenaire, choix d'autant plus naturel que la SNECMA avait déjà une part minoritaire dans le programme CF6. Rapidement, les décideurs de General Electric estiment que plutôt que de développer une version réduite du corps haute pression du CF6 pour ce projet, ils peuvent se baser sur le General Electric F101, un moteur très avancé développé pour le bombardier supersonique Rockwell B-1 Lancer.

### Tractations politiques

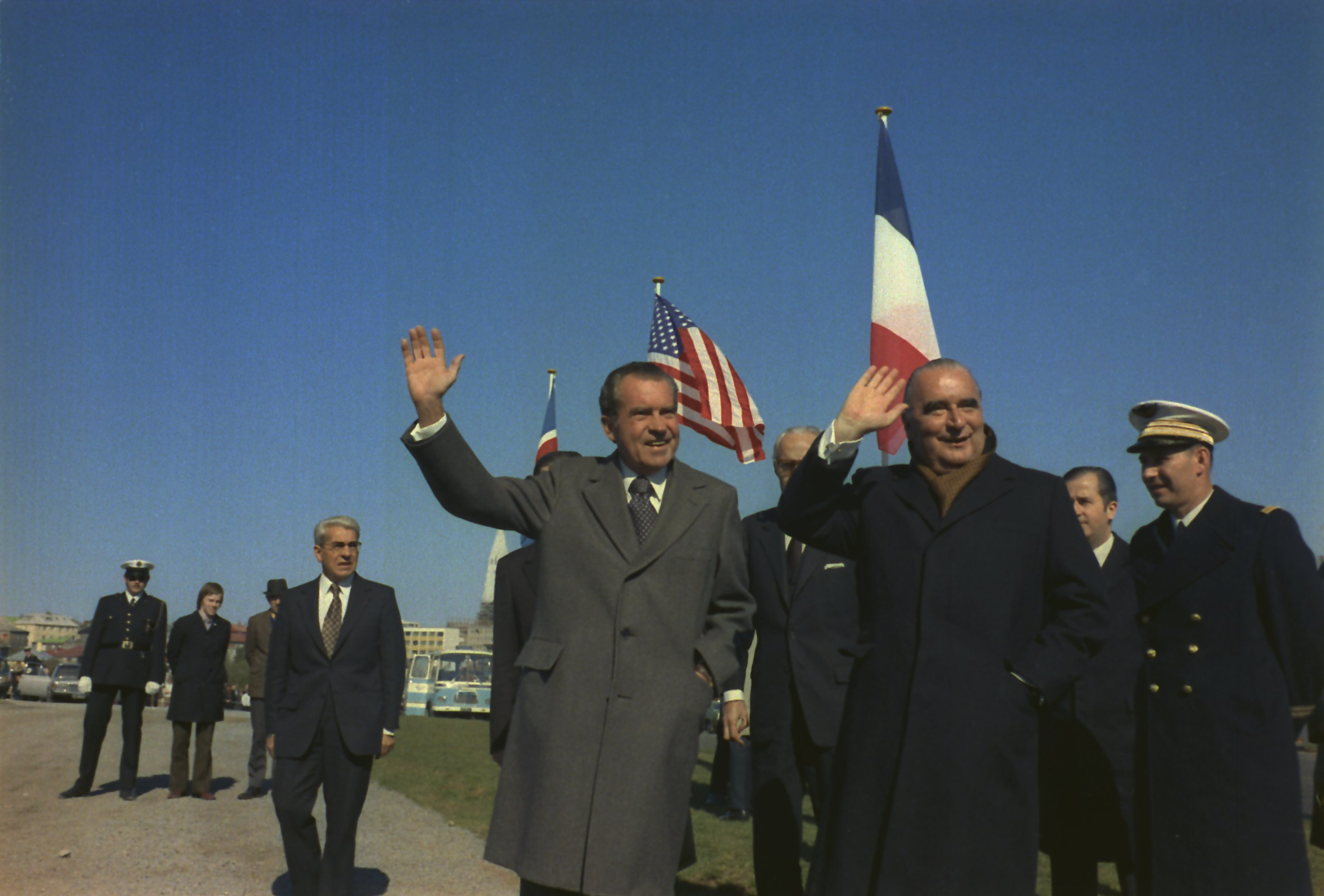
Nixon et Pompidou à Reykjavik, en 1973.

Utiliser le corps haute pression du F101 implique d'avoir l'aval du gouvernement américain : en effet, il s'agit d'un équipement classé comme relevant de la sécurité nationale et dont le développement a été financé par les militaires. GE demande une première fois une licence l'autorisant à exporter cette technologie, qui est refusée en 1972.
La question prend une telle ampleur qu'elle finit par être négociée directement entre le président des États-Unis Richard Nixon et le président français Georges Pompidou, à l'occasion d'un sommet en Islande. Nixon consent à l'exportation des parties internes du F101 vers la France, en posant certaines conditions. Les corps haute pression doivent être totalement produits aux États-Unis, et expédiés vers la France pour intégration dans le moteur complet, ce qui limite au minimum le transfert de technologie et alimente des emplois américains. D'autre part, GE et SNECMA remboursent au gouvernement américain une partie du financement accordé pour le développement du F101,.

### Structure du projet
Le nom CFM56, choisi en septembre 1971, fait référence à la fois au moteur civil de General Electric (CF6) et à la désignation interne M56 chez SNECMA. Les accords définitifs créant la coentreprise CFM International dédiée au développement, à la production et à la commercialisation du nouveau moteur sont signés en janvier 1974, mais le travail technique est déjà largement entamé à cette date. Au sein de CFM International, GE Aircraft Engines est chargé de la partie haute pression du moteur, aussi appelée « core » (compresseur haute pression, chambre de combustion et turbine haute pression) et SNECMA de la partie basse pression (la soufflante ou fan, le compresseur basse pression ou booster et la turbine basse pression) ainsi que des auxiliaires et de la tuyère d'éjection.
Le premier CFM56 commence à fonctionner au banc de test en juin 1974. Le premier vol a lieu à bord d'un McDonnell Douglas YC-15 modifié pour l'occasion, où un prototype remplace un des quatre Pratt & Whitney JT8D en février 1977, le second prototype construit est monté sur une Sud-Aviation Caravelle et testé par le centre d'essais en vol français. En 1978, le gouvernement français est le premier client du CFM56 sélectionné pour remotoriser les onze Boeing KC-135 Stratotanker de l'armée de l’air française.
Il existe trois chaînes pour l'assemblage final des moteurs : l'une est en France, sur le site SNECMA (SAFRAN depuis 2016) à l'Aérodrome de Melun-Villaroche, au nord de Melun, les deux autres aux États-Unis, à Evendale en banlieue de Cincinnati (Ohio) et à Durham (Caroline du Nord). Le siège de CFM International se trouve aux États-Unis, également à Cincinnati, tandis que le PDG de l'entreprise a toujours été français. Cette coopération, jugée équilibrée et mutuellement profitable, est maintenue depuis les années 1970 sans changement significatif dans la répartition des tâches, elle a ensuite été reconduite pour le LEAP, moteur entièrement nouveau qui succède au CFM56. Grâce au renouvellement de l'accord en 2008, les deux entreprises restent associées jusqu'en 2040.
Outre les trois sites d'assemblage final, de nombreuses autres usines sont impliquées dans le programme, chez les deux partenaires et chez divers sous-traitants. Les carters sont produits par FAMAT, qui est une division commune de Safran et GE, dans une usine située à Saint-Nazaire, ouverte en 1983. L'usine Safran Nacelles, au Havre, produit les inverseurs de poussée. À Liège en Belgique, Safran Aero Boosters, anciennement Techspace Aero, produit le compresseur basse pression.
Côté américain, les principaux sites impliqués dans la production des pièces sont à Greenville (aubes de turbine HP), à Wilmington (arbre HP), à Lynn (chemisage de la chambre de combustion) ou encore à Dayton (conduites internes du moteur). Les essais au sol sont menés à Peebles, Ohio,.

### Début de la commercialisation
Le CFM56 commence des essais au banc en 1974. Les efforts pour le commercialiser visent trois marchés différents. D'un côté, il y a les importantes flottes de DC-8 et de Boeing 707, encore très utilisées pour les lignes long-courriers. Leurs moteurs (Pratt & Whitney JT3D, Rolls-Royce RB.80 Conway) sont des turbofans de première génération, leur remplacement par des CFM56 promet une considérable économie de carburant ainsi qu'une réduction de bruit (de nouvelles normes entrent en vigueur à cette époque) et une réduction de la distance de décollage. Le deuxième marché visé est la remotorisation des ravitailleurs Boeing KC-135 Stratotanker et des autres avions de la famille C-135. Ces appareils volent encore avec des turboréacteurs à simple flux J57, ainsi le gain à attendre est bien plus important que pour les avions civils. Enfin, le troisième débouché espéré concerne les avions biréacteurs civils neufs. CFM démarche les constructeurs pour essayer de placer son moteur sur les prochaines versions de Boeing 737 et de Douglas DC-9. Sont aussi visés le Fokker F29, un avion de la même catégorie développé par Fokker et une deuxième génération du Dassault Mercure, mais ces deux projets ne voient finalement jamais le jour,. Aucun engagement de la part d'un client n'est obtenu avant 1978. Ces années sans aucune vente inquiètent les partenaires, au point que l'abandon du projet est évoqué.
Le premier client à se manifester pour le CFM56 est l'armée de l'air française qui, en 1978, décide d'adopter le moteur pour rééquiper ses quatorze ravitailleurs KC-135F — un contrat modeste —. Vient ensuite United Airlines, imitée ensuite par d'autres compagnies pour ses DC-8, et l'US Navy pour ses E-6, autres avions de la famille 707. Enfin, au début des années 1980, l'US Air Force l'utilise pour ses KC-135. La réduction de consommation et la capacité d'emport accrue augmentent considérablement la quantité de carburant que ces ravitailleurs peuvent transférer. C'est le succès pour le CFM56. En revanche, le marché de modernisation des 707 civils ne s'est jamais concrétisé. Cette conversion a été expérimentée, sous le nom 707-700, mais le prototype n'a pas eu de suite.
Le CFM56-3 est choisi comme moteur exclusif sur les Boeing 737 de deuxième génération (dits 737 Classic), dont le premier vol a lieu en 1984, confirmant le succès désormais remarquable du moteur. Lors de sa mise sur le marché, le CFM56 représente un progrès significatif en matière d'efficacité énergétique : ainsi, la consommation spécifique en croisière d'un CFM56-3C1, disponible sur Boeing 737 Classic en 1984, est de 0,667, c'est-à-dire qu'il consomme 667 grammes de carburant pour produire un kilogramme-force (9,81 newtons) de poussée pendant une heure, c'est 10% de moins qu'un JT8D-219, moteur qui est alors son concurrent direct.

## Carrière commerciale

### Statistiques
En 2015, l'United States Air Force utilise 2 500 moteurs, ce qui en fait le premier exploitant de celui-ci. Jusqu'en 2019, le parc de CFM56 a volé un milliard d'heures au total, pour 600 opérateurs différents. La production cumulée, à la mi-2022, est de 34 000 exemplaires.
Mis en perspective dans l'histoire de l'aviation, ce nombre n'est surpassé par aucun autre réacteur à vocation civile : le JT8D, par exemple, n'a pas atteint les 15 000 unités. Ce n'est pas, cependant, le turboréacteur le plus produit : cette place revient au General Electric J47 militaire, qui a été produit à plus de 35 000 exemplaires, et ce, en moins d'une décennie (de 1947 à 1956). En élargissant la comparaison à tous les moteurs d'aviation, le chiffre de production du J47 lui-même reste modeste en comparaison avec certains moteurs à pistons de la Seconde Guerre mondiale, comme le Rolls-Royce Merlin produit à 168 000 unités.

Avions utilisant des CFM56
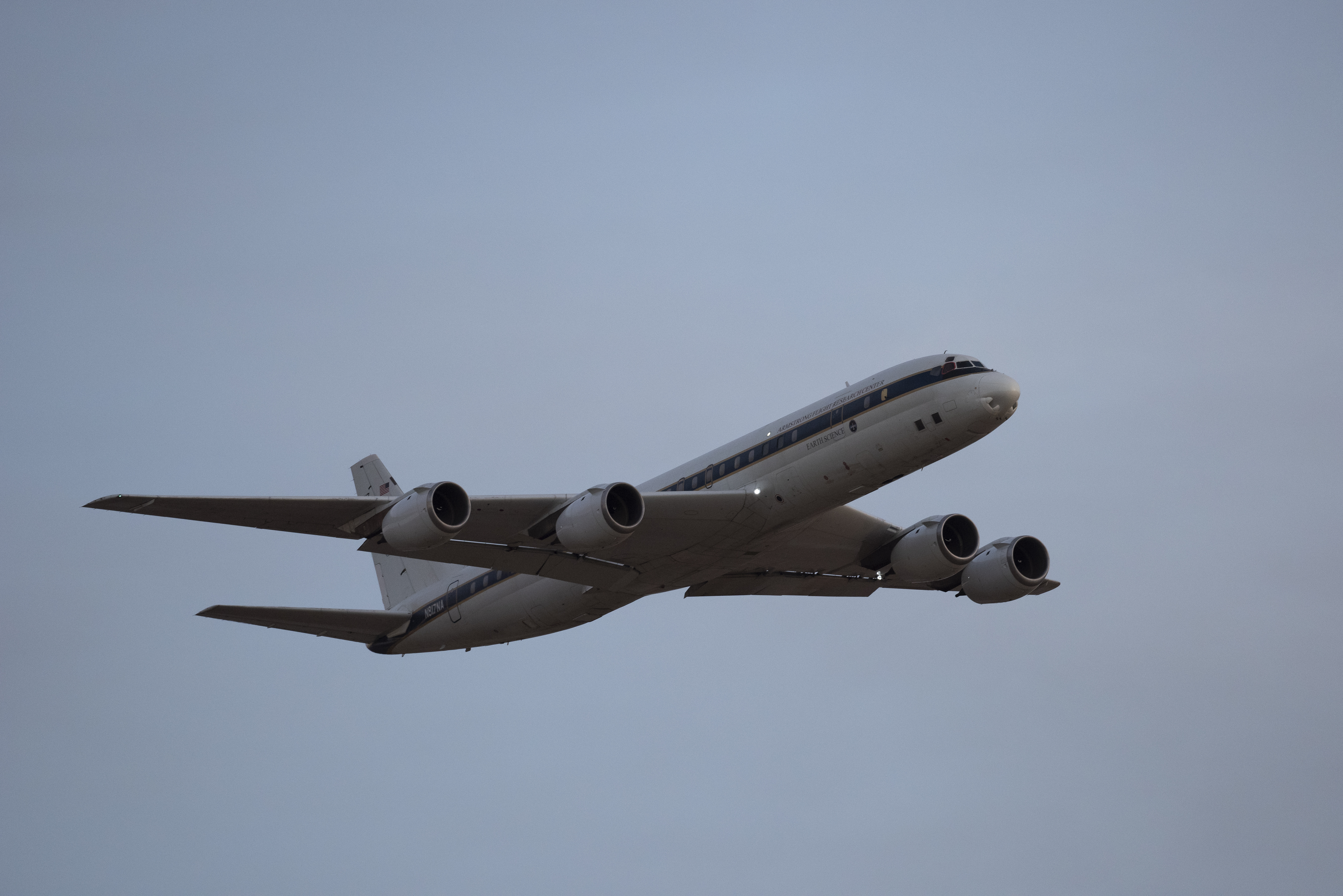
DC-8 Super 70 (remotorisé)
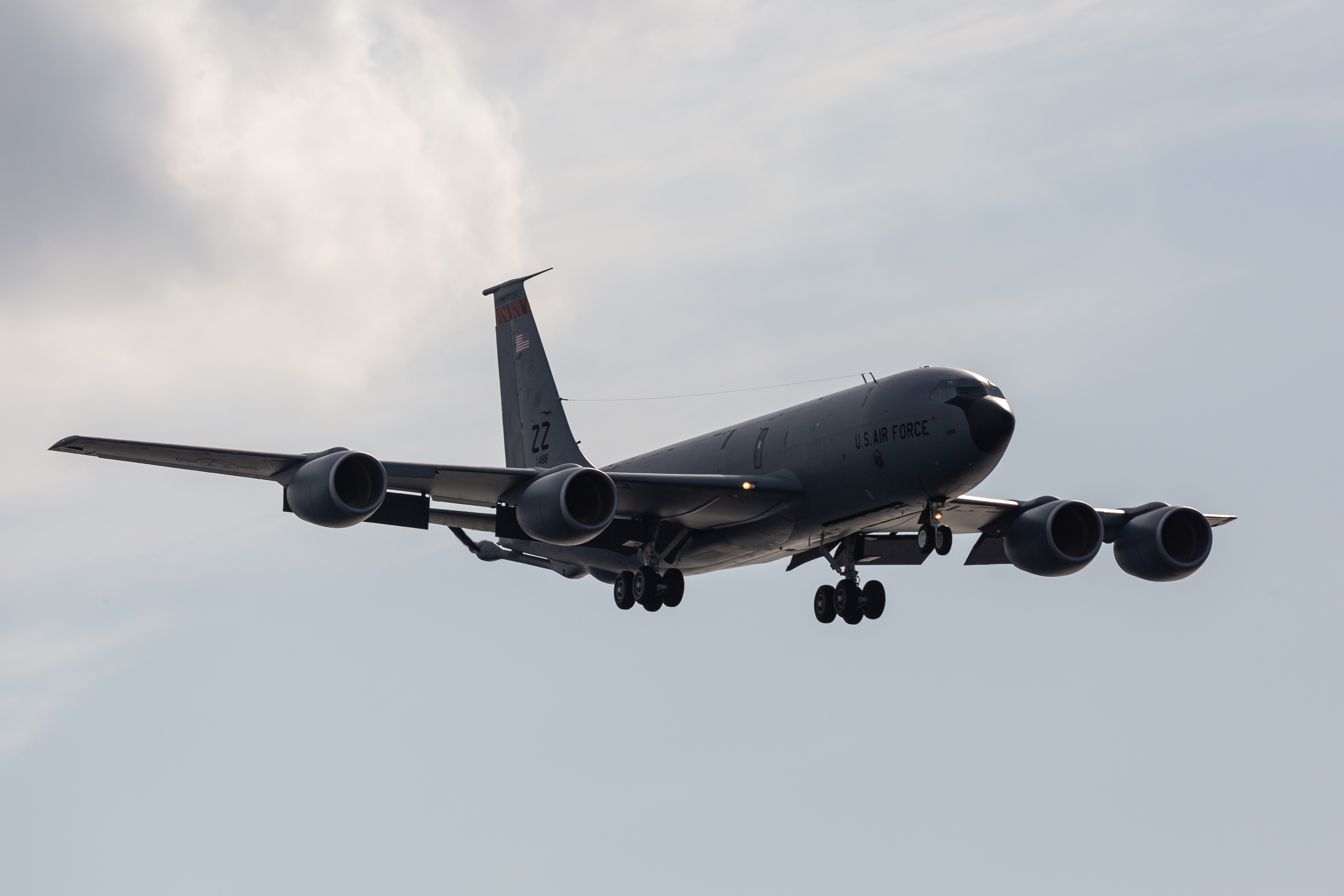
Ravitailleur KC-135R (remotorisé)
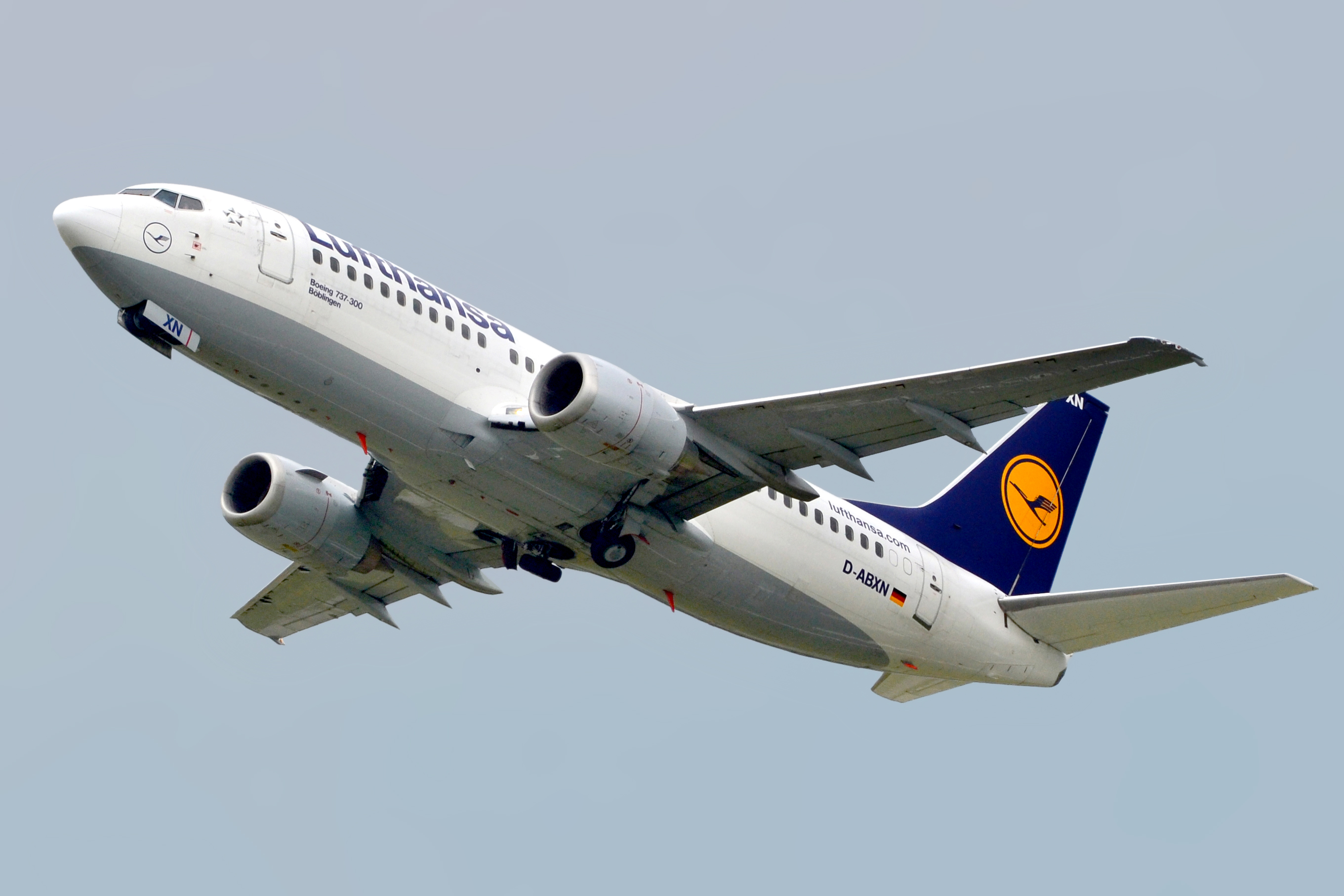
737 Classic.
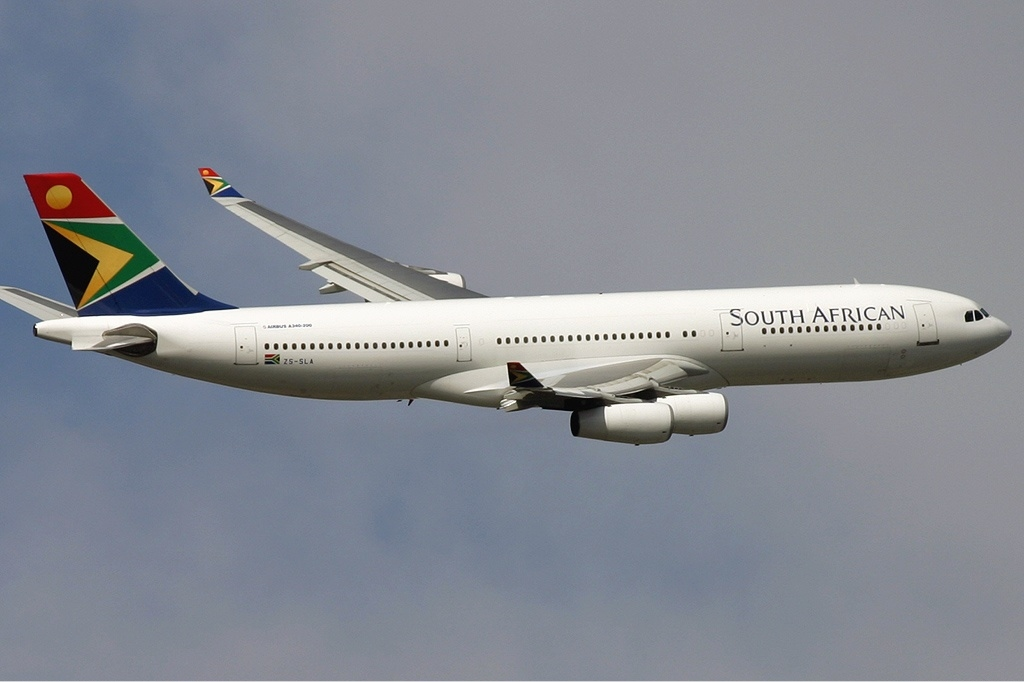
Airbus A340-200
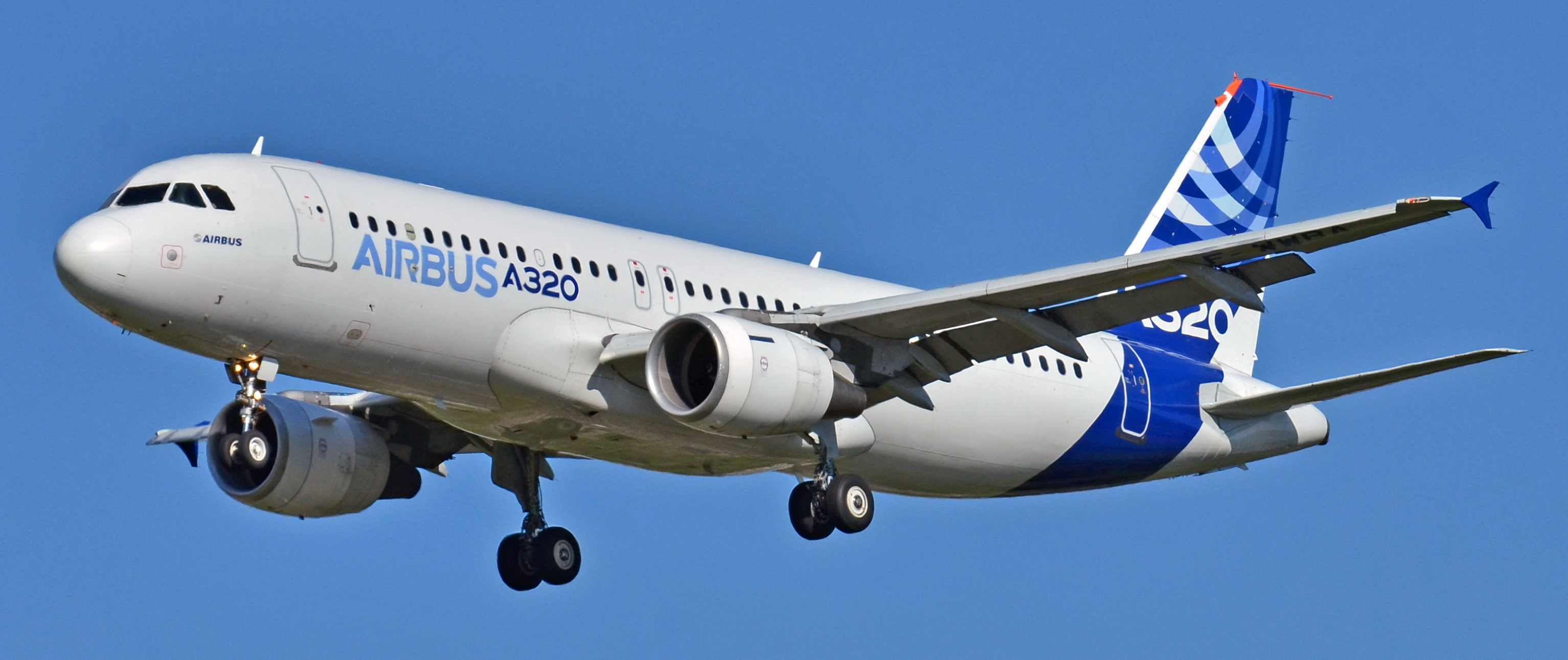
Airbus A320
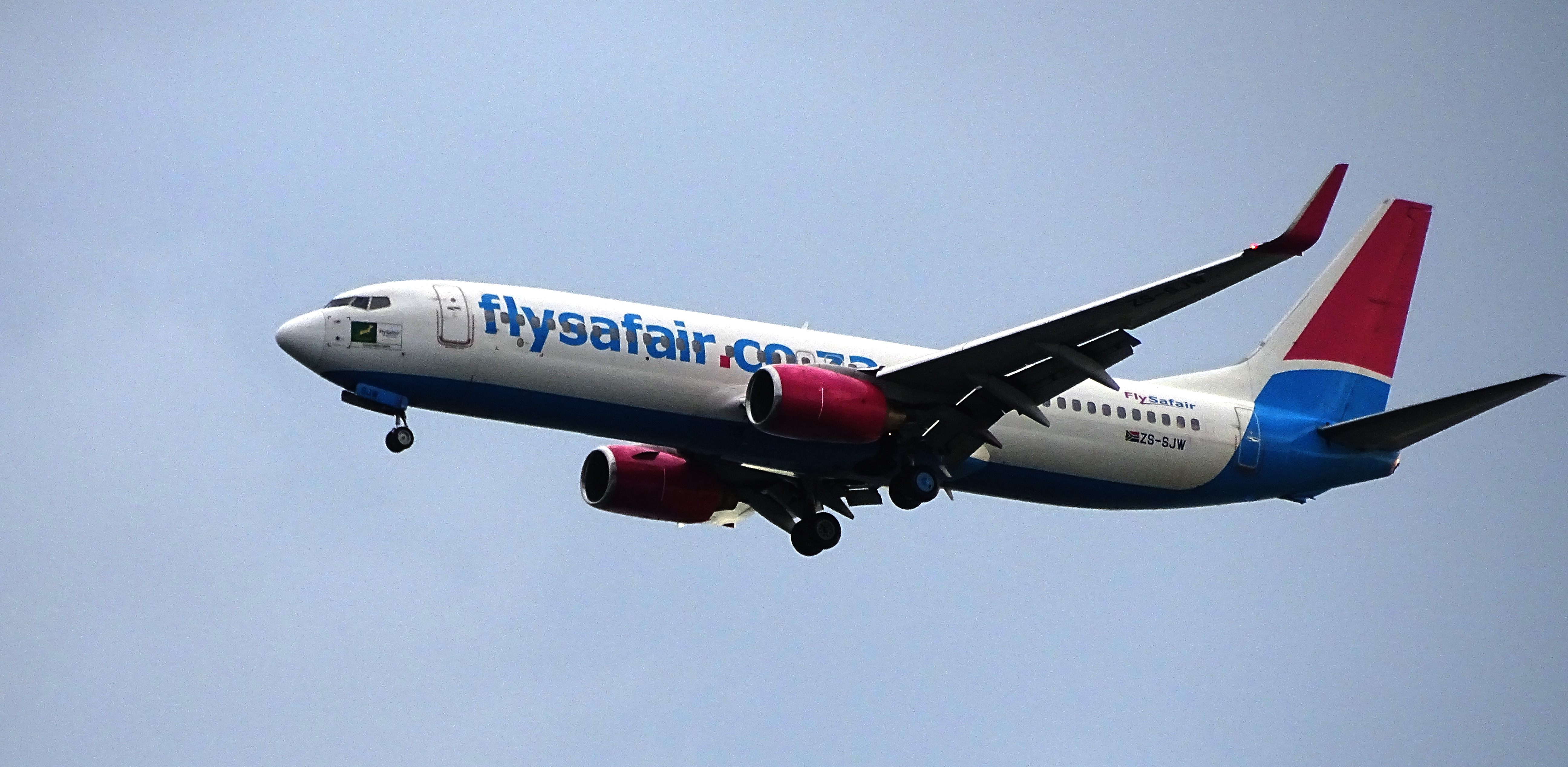
737 NG.

### Concurrence
Rolls-Royce s'est associé avec le consortium japonais JAEC pour développer le RJ500, visant les mêmes marchés que le CFM56. Ce moteur commence ses essais en 1982, mais n'attire aucun client. La coopération est élargie pour développer un successeur, en intégrant trois partenaires supplémentaires : Pratt & Whitney, MTU Aero Engines et Fiat Aviazione (mais ce dernier se retire ensuite du projet). Le réacteur résultant de cette coopération, le IAE V2500, est testé à partir de 1987 et devient le concurrent direct des CFM56 sur la gamme A320. Le partage du marché s'est néanmoins fait nettement en faveur du CFM56 : il a équipé deux tiers des A320ceo vendus, contre un tiers pour le V2500.

### Fiabilité
Le plus sérieux problème rencontré pendant la durée du programme CFM56 concerne les soufflantes des CFM56-3C1. L'accident du vol British Midland 092 (Boeing 737-400) en 1989 est dû à une rupture de pale de soufflante sur un moteur, aggravée par une erreur de l'équipage qui tente de couper le mauvais moteur. L'enquête montre que la fatigue de l'alliage avait été mal anticipée. Deux autres avions connaissent des défaillances similaires sur leurs moteurs, sans causer d'accidents mortels. L'ensemble de la flotte de CFM56-3C est clouée au sol le temps que des modifications soient apportées. À la suite de l'accident, les procédures de certifications des moteurs sont revues, avec des campagnes d'essai en vol qui deviennent obligatoires même pour une évolution mineure d'un moteur existant.
Des CFM56 ont aussi été confrontés à des problèmes d'extinction inopinée dans des conditions de forte pluie ou de forte grêle. Le Vol TACA 110, en 1988, voit ses deux moteurs s'étouffer en traversant une zone orageuse, mais l'équipage peut reprendre le contrôle de l'avion. L'incident conduit à des modifications : le cône de soufflante est modifié pour mieux défléchir les grêlons, et, en cas de forte ingestion d'eau, les allumeurs sont utilisés de façon continue.
Une autre catégorie d'incidents concerne des fluctuations non contrôlées du niveau de poussée des réacteurs. Les pilotes ont signalé un total de 32 incidents de ce type, pendant lesquels la poussée d'un réacteur a augmenté ou diminué de façon imprévue. Cela a concerné différentes phases de vol. Après enquête, ces problèmes ont été attribués à la contamination de certaines valves de l'unité de contrôle électromécanique lorsque le carburant contient des impuretés (eau, bactéries…). Des modifications ont été apportées sur le logiciel de cette unité de contrôle,,.
Malgré ces différents problèmes, le CFM56 s'est révélé être statistiquement un moteur très fiable. Ainsi, le taux de panne en vol constaté jusqu'en 2004 sur les Boeing 737NG équipés de CFM56-7B est d'un cas pour 500 000 heures de vol, un chiffre qui compte parmi les plus faibles dans l'industrie.

### Fin progressive du programme
Le nouveau CFM International LEAP est développé pour succéder à toutes les versions du CFM56. Ce nouveau réacteur présente un taux de dilution bien plus élevé (jusqu'à 11 selon les versions, d'où une augmentation du diamètre de la soufflante) et utilise de nouveaux matériaux. Il réduit la consommation spécifique d'environ 15 % par rapport aux dernières versions du CFM56. Néanmoins, sa conception générale hérite directement de son prédécesseur, et le partage des tâches entre partenaires est reconduit.
Le LEAP est annoncé en 2008, commence ses essais au sol en novembre 2013, et ses essais en vol en mai 2015. Le premier A320neo à moteur LEAP est livré en juillet 2016 à un client turc. Le dernier Boeing 737NG est livré en avril 2020 et le dernier Airbus A320ceo le 30 décembre 2021. Il n'y a donc plus depuis cette date de CFM56 produits pour des avions civils neufs. En revanche, un petit nombre de CFM56-7B sont encore livrés pour les Boeing 737 AEW&C et les Boeing P-8 Poseidon (versions militaires du 737NG), toujours en production.
En 2019, environ 380 CFM56 sont produits, à comparer à plus de 1 800 LEAP. Néanmoins, étant donné l'énorme parc en circulation, la production de CFM56 de rechange pour les avions existants devrait continuer jusqu'aux années 2040. Le marché de l'occasion, la maintenance, et la production de pièces détachées continueront encore au-delà.

## Conception

Principe d'un réacteur double flux et double corps.

Le CFM56 est un réacteur à double corps, c'est-à-dire qu'il possède deux arbres coaxiaux. L'arbre central relie la soufflante, les compresseurs basse pression, et les turbines basse pression. L'arbre externe tourne à un régime supérieur et relie les compresseurs haute pression et les turbines haute pression,. Cette conception générale est celle de pratiquement tous les turboréacteurs modernes, à l'exception des Rolls-Royce RB.211 et Trent qui sont à triple corps. À plein régime, l'arbre basse pression tourne à 5 200 tr/min et l'arbre haute pression à 15 000 tr/min.

### Soufflante

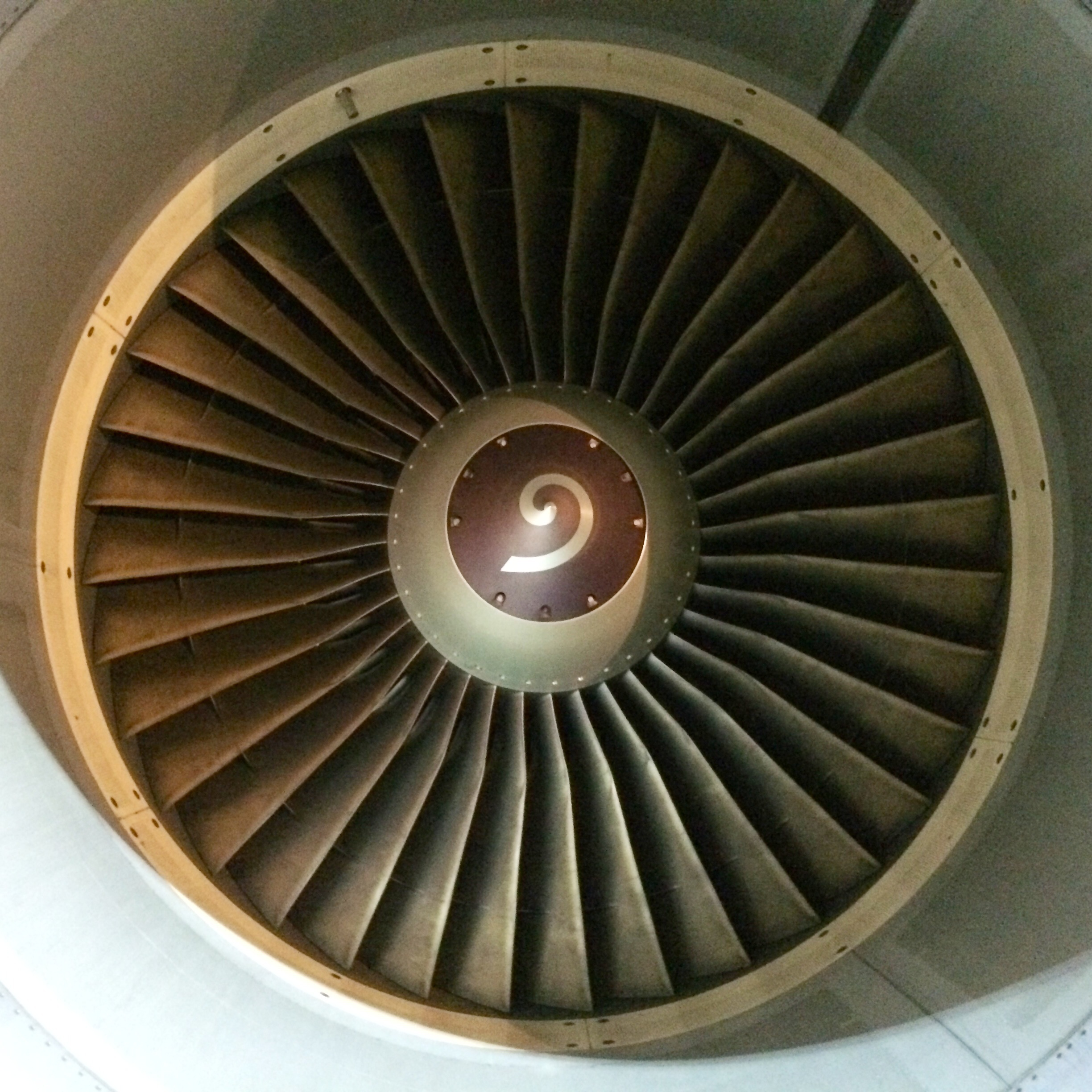
Soufflante de CFM56-5B.

Toutes les versions du CFM56 possèdent une soufflante à un seul étage, construite en alliage de titane. Cependant, ses caractéristiques ont évolué entre les itérations du moteur. Sur le CFM56-2 original, la soufflante compte 44 pales, le diamètre est de 173 cm. Il a été réduit à 152 cm sur la version -3, en raison de la place limitée sous les ailes du Boeing 737 (dont le train d'atterrissage est très court). Sur les versions -5 et -5A, le diamètre revient à 173 cm, mais la corde (largeur) est augmentée, et le nombre de pales réduit à 36. Sur la version -5C, destinée à l'A340, le diamètre passe à 183 cm. Sur la version -7B, à nouveau pour le 737, le diamètre est réduit à 155 cm et la corde des pales est à nouveau augmentée, réduisant leur nombre à 24.

### Flux froid et inverseurs de poussée

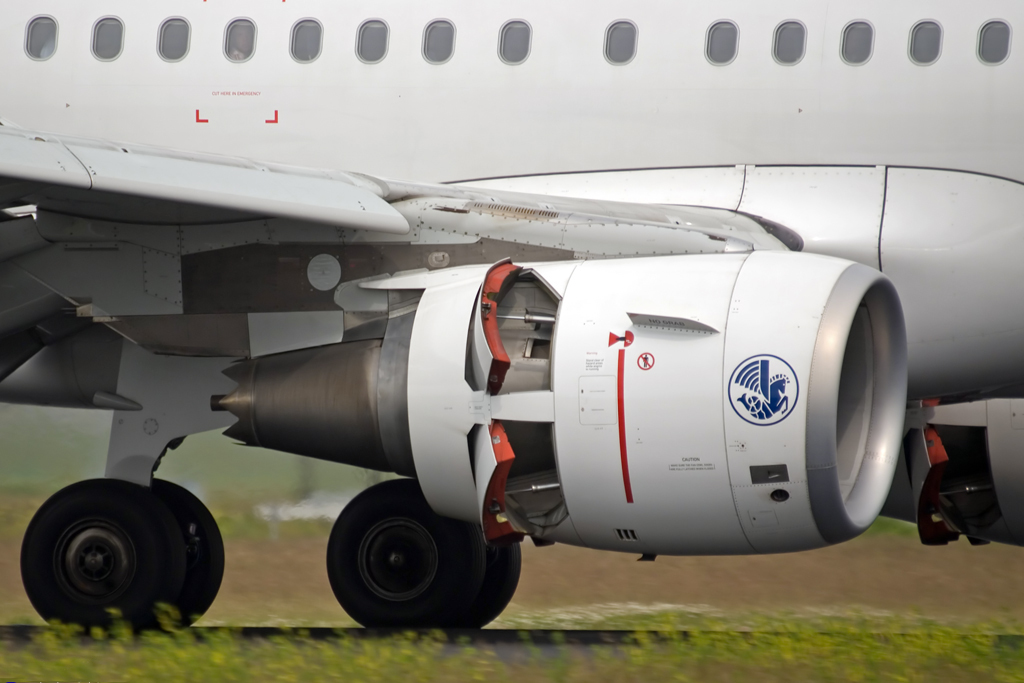
Inverseurs de poussée en action

Le compresseur basse pression n'utilise que la partie centrale du flux d'air aspiré par la soufflante. Le reste constitue le flux froid. Une partie du flux froid, contrôlée par une vanne, est dirigée vers un compartiment intermédiaire, enveloppant le corps haute pression, pour assurer le refroidissement de ce dernier. Le reste circule en périphérie. Lorsque les inverseurs de poussée sont actionnés, ils bloquent le passage du flux froid, et le redirigent vers l'avant, par des ouvertures aménagées en périphérie de la nacelle.

### Compresseur basse pression

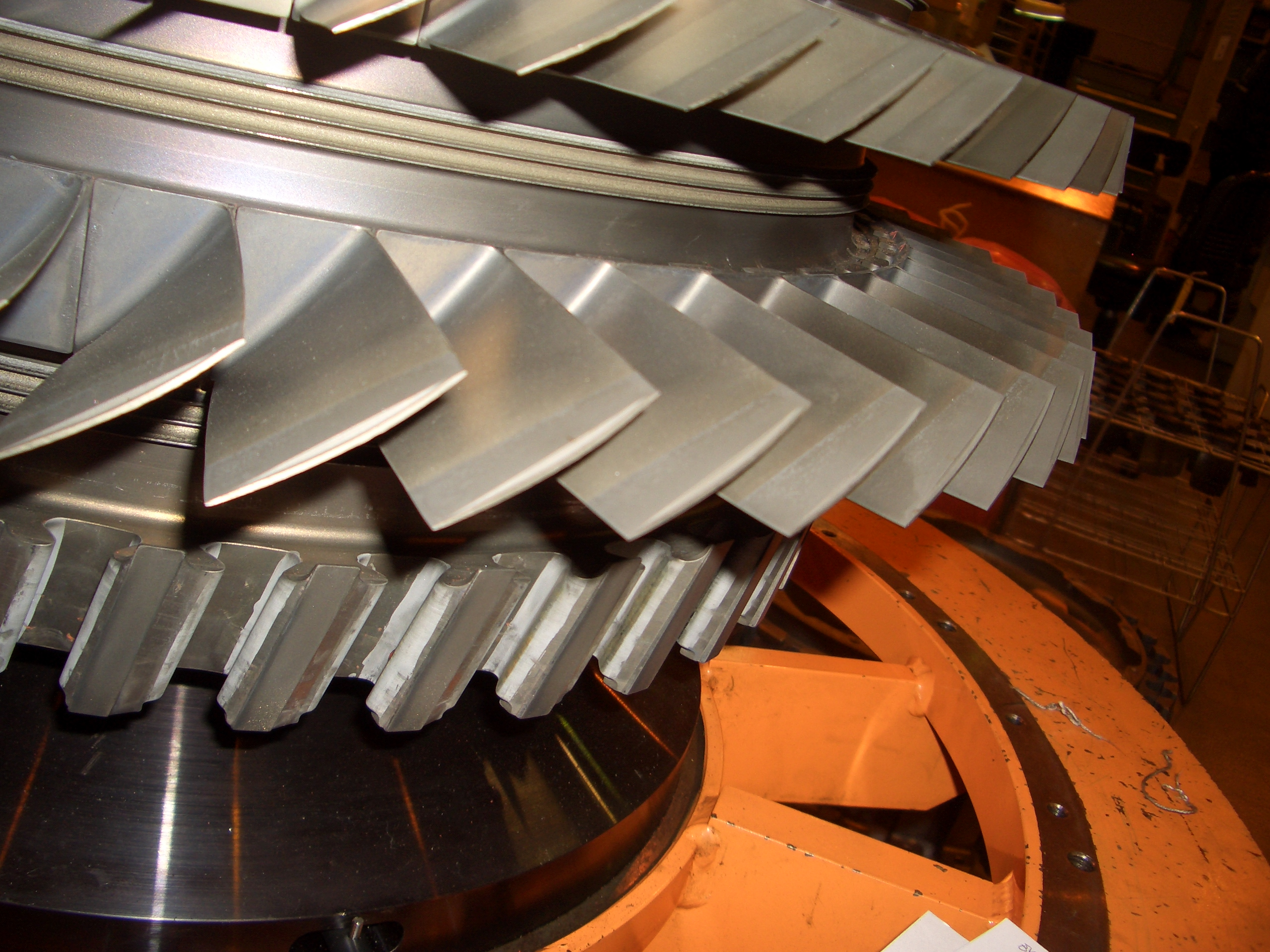
Compresseur BP de CFM56, démonté.

Le compresseur basse pression comporte trois étages (quatre sur les versions -5B et -5C). La section se réduit légèrement. Chaque étage de compresseur (ou de turbine) comprend un aubage circulaire fixe, et une roue à aubes (rotor) solidaire de la partie tournante (l'axe intérieur dans le cas présent).

### Compresseur haute pression
Le compresseur haute pression comporte neuf étages, sur toutes les versions du CFM56. La section diminue au fur et à mesure que la pression augmente, cette diminution est obtenue sur le diamètre externe, le diamètre interne est constant. Chaque étage apporte un incrément de pression moins important que le précédent. Les parties mobiles du compresseur sont en alliage de titane, les parties fixes en alliage d'acier.

### Chambre de combustion

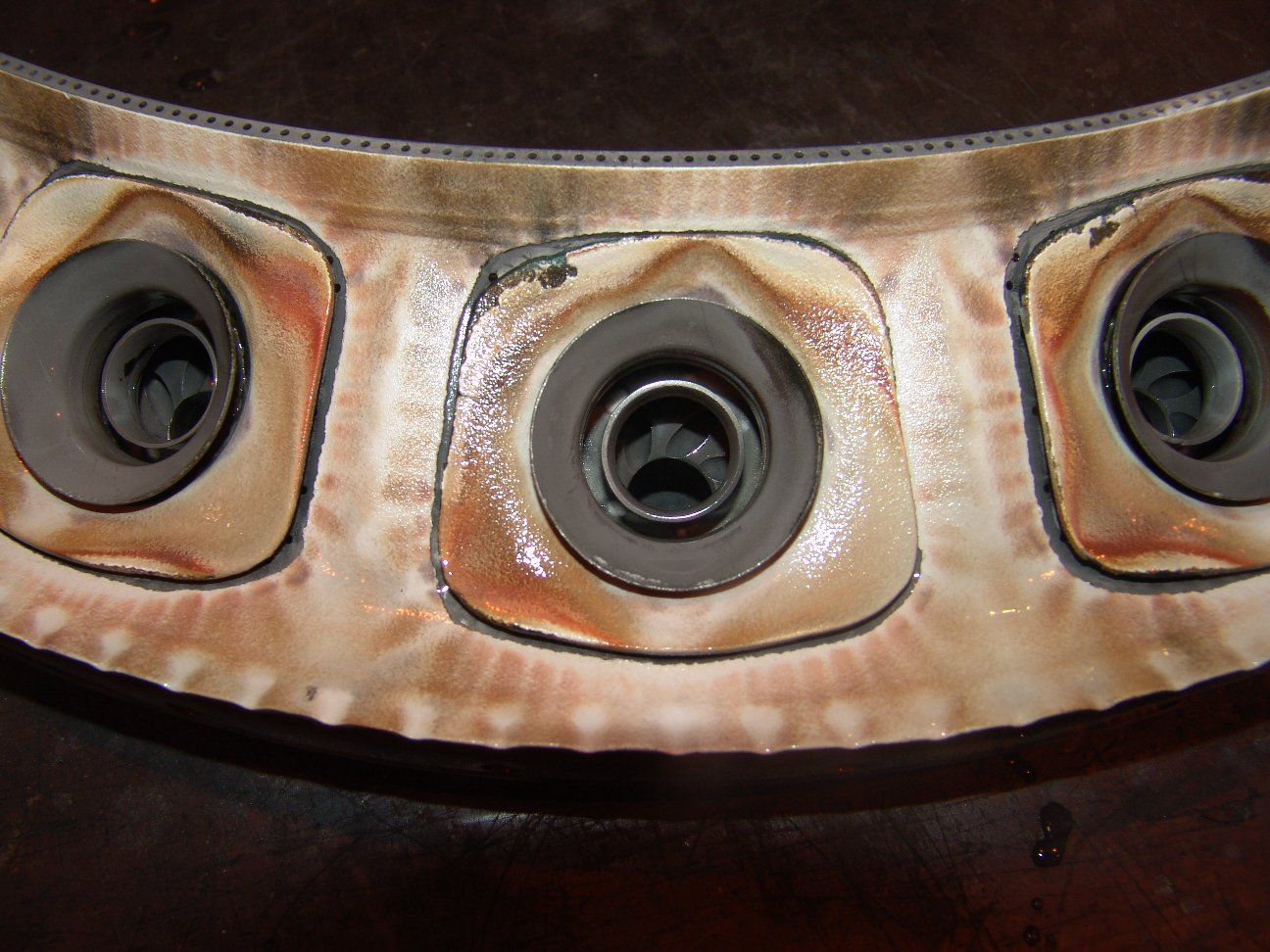
Vue d'une chambre de combustion démontée et de buses d'injection.

La chambre de combustion est annulaire : c'est-à-dire qu'elle fait un tour complet des arbres, sans discontinuité. C'est là une caractéristique qui fait ressembler le CFM56 aux réacteurs pour gros-porteurs (RB-211, CF6 et JT9D ont tous une chambre de combustion annulaire) et le distingue de réacteurs de la génération précédente, comme le JT8D qui possède neuf chambres de combustion séparées. L'essentiel de l'air venant du compresseur haute pression passe dans la chambre de combustion par 20 buses régulièrement espacées. Chaque buse possède un injecteur de carburant et crée un mouvement d'air tourbillonnaire, afin de disperser au maximum le carburant dans le flux d'air. Par ailleurs, il existe de nombreux petits orifices supplémentaires sur les côtés de la chambre de combustion. Ils permettent d'injecter de l'air relativement froid qui forme un film isolant les parois de la chambre de combustion des températures extrêmes de la flamme.

### Turbine haute pression

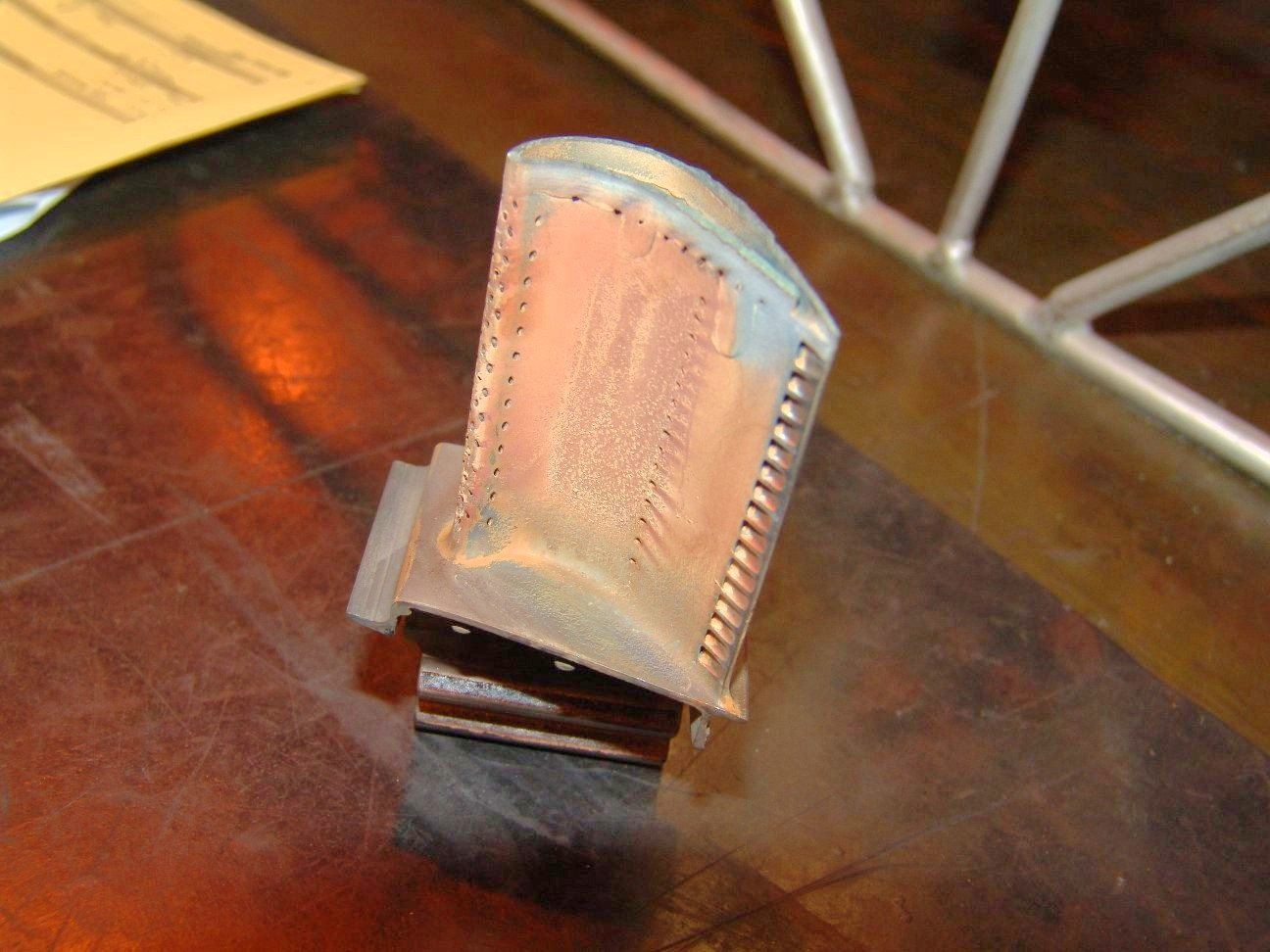
Une aube de la turbine HP, démontée.

La turbine haute pression comporte un seul étage, c'est-à-dire un aubage fixe, et un rotor. Elle est soumise à un flux d'air provenant directement de la chambre de combustion, la température à ce niveau est d'environ 1 100 °C, ce qui en fait la partie la plus critique du moteur. En conséquence, chaque aube est activement refroidie. Pour cela, elles sont creuses, et un gaz de refroidissement y circule, dans le sens radial. Pour le stator, il s'agit de gaz de combustion secondaire, c'est-à-dire provenant du film d'air en périphérie de la chambre de combustion, pour le rotor, c'est de l'air prélevé au niveau du compresseur HP, qui a contourné la chambre de combustion. Les aubes sont fixées sur un moyeu et peuvent, au besoin, être remplacées individuellement.

### Turbine basse pression
La détente des gaz continue dans la turbine basse pression, qui entraîne la soufflante et le compresseur basse pression. Elle comporte quatre étages, sauf sur le CFM56-5c où ce nombre passe à cinq. La section augmente à chaque étage, tout comme elle diminue entre les étages de compresseur.

### Systèmes auxiliaires

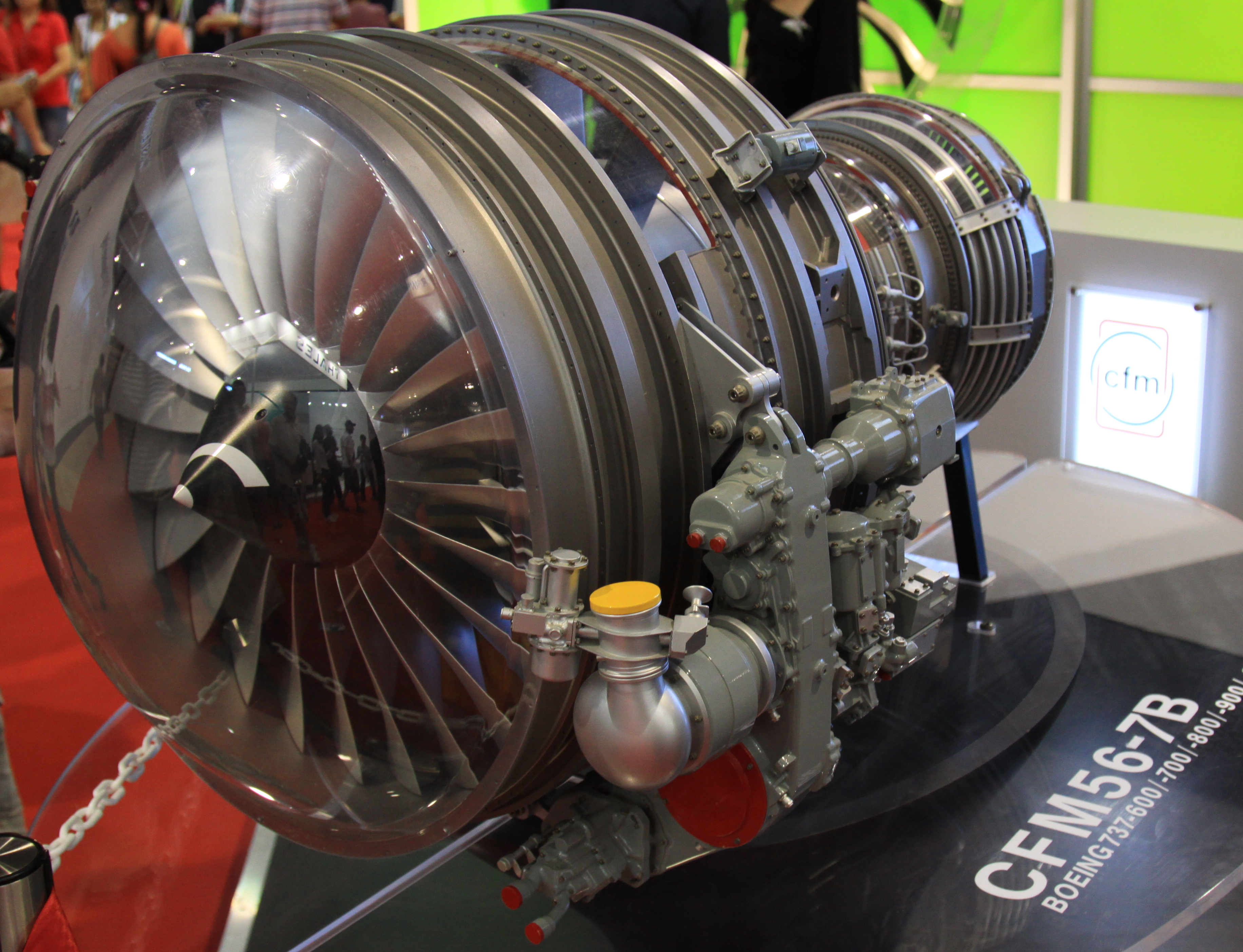
Moteur en exposition, les auxiliaires sont visibles sur le flanc.

#### Prélèvement d'air comprimé
Le prélèvement d'air moteur est effectué en trois points, après les étages 4, 5 et 9 du compresseur HP, afin de disposer d'air comprimé à trois niveaux de pression différents. Cet air comprimé est utilisé pour le refroidissement des turbines, et pour les besoins de l'avion : pressurisation de la cabine, dégivrage des ailes, ou encore démarrage d'un autre moteur.

#### Boîtier d'entraînement des accessoires
Le boîtier d'entraînement (accessory gearbox) est un réducteur mécanique, fixé sur le carter du réacteur, actionné par celui-ci, qui entraîne les systèmes périphériques. Sur le CFM56, il est relié au corps haute pression, via un arbre. Sa position dépend des appareils : sur l'A320, il est placé à 6 heures (c'est-à-dire sous le réacteur), tandis que sur le Boeing 737, il est placé à 4 heures à cause des contraintes de garde au sol, ce qui explique la forme asymétrique des nacelles moteur.
Le boîtier d'entraînement a deux sorties mécaniques. Sur l'une est placée une génératrice électrique, comprenant un mécanisme d'entraînement à vitesse constante, qui permet de produire l'électricité de bord pour l'avion, à une fréquence de 400 Hz indépendamment du régime moteur. La puissance mécanique fournie est de 135 kW maximum sur un CFM56-5. Dans l'exemple de l'A320, le générateur monté sur chaque moteur fournit un maximum de 90 kVA en triphasé 115/200 volts. L'autre sortie mécanique actionne les pompes,.

#### Démarrage
Le démarrage est assuré par une petite turbine à air comprimée. Celle-ci est alimentée par le groupe auxiliaire de puissance de l'avion, par un système au sol ou par le prélèvement d'air sur un autre moteur. La turbine de démarrage met en rotation l'arbre haute pression du moteur, et est débrayée lorsque celui-ci tourne à environ 3 000 rpm. À ce moment, le flux d'air dans le moteur est suffisant pour permettre l'ignition.

#### Alimentation en carburant
La pompe à carburant est placée directement en sortie du boîtier d'entraînement des accessoires. Elle est à deux étages. Le premier étage est une pompe centrifuge, qui élève modérément la pression du carburant, avant de l'envoyer vers un échangeur de chaleur huile/kérosène. Cet échangeur résout deux problèmes à la fois : d'une part, il préchauffe le kérosène, qui arrive très froid des réservoirs, ce qui réduit sa viscosité et permet de le pulvériser correctement dans la chambre de combustion. D'autre part, il refroidit l'huile (donc, indirectement, les roulements). Après l'échangeur, le carburant traverse un filtre, puis sa pression est à nouveau relevée, par le deuxième étage de la pompe, à engrenages. Le contrôleur principal du moteur gère la quantité de carburant à injecter dans les buses, en fonction du régime moteur et de la position de la manette des gaz. Une valve contrôle le débit, l'excédent étant renvoyé vers le premier étage de la pompe.

#### Lubrification
La circulation d'huile dans les roulements assure à la fois la lubrification et le refroidissement. L'huile est mise en circulation par une pompe actionnée par le boîtier d'entraînement des accessoires. Elle est filtrée et est divisée en plusieurs flux qui circulent dans les roulements des axes moteurs et dans le boîtier d'entraînement. Ensuite, l'huile est refroidie par un échangeur huile/kérosène, et rejoint le réservoir, dont la capacité est d'une vingtaine de litres,.

### Durée de vie et cycle de maintenance
La durée de vie et la maintenance d'un moteur (et de la plupart des éléments d'un avion) sont régies par deux variables : le nombre de cycles, c'est-à-dire de décollages et d'atterrissages, et le nombre d'heures de vol.
En 2017, un CFM56 a besoin d'une première révision complète (impliquant un démontage du moteur, donc une immobilisation prolongée de l'avion), en moyenne, après 18 000 heures de vol, soit neuf années de service typique pour un avion moyen-courrier. Ce chiffre est doublé au fil des améliorations sur le moteur.
Les révisions sont assurées principalement par les divisions services des deux partenaires. Dans le cas des CFM56-7B, GE Engine Services et Safran Services détiennent respectivement 43 % et 30 % du marché des révisions. Parmi les autres prestataires, on trouve MTU, Lufthansa Technik (en), etc.

## Versions

### CFM56-2
C'est la première version du réacteur qui fut conçue plus spécifiquement pour moderniser la motorisation des McDonnell Douglas DC-8, et des Boeing 707 et C-135 . Il s'agissait de rendre ces long-courriers de première génération conformes aux nouvelles normes sur le niveau de bruit des avions, et de réduire leur consommation de carburant. En mars 1979, United Airlines choisit ce moteur pour rééquiper ses trente DC-8. Ils apportent une réduction de consommation de 22 % par rapport aux JT3D d'origine.
Environ 1 800 CFM56-2, d'une poussée qui va de 98 à 108 kN, ont été produits, équipant plus de 500 avions.

### CFM56-3

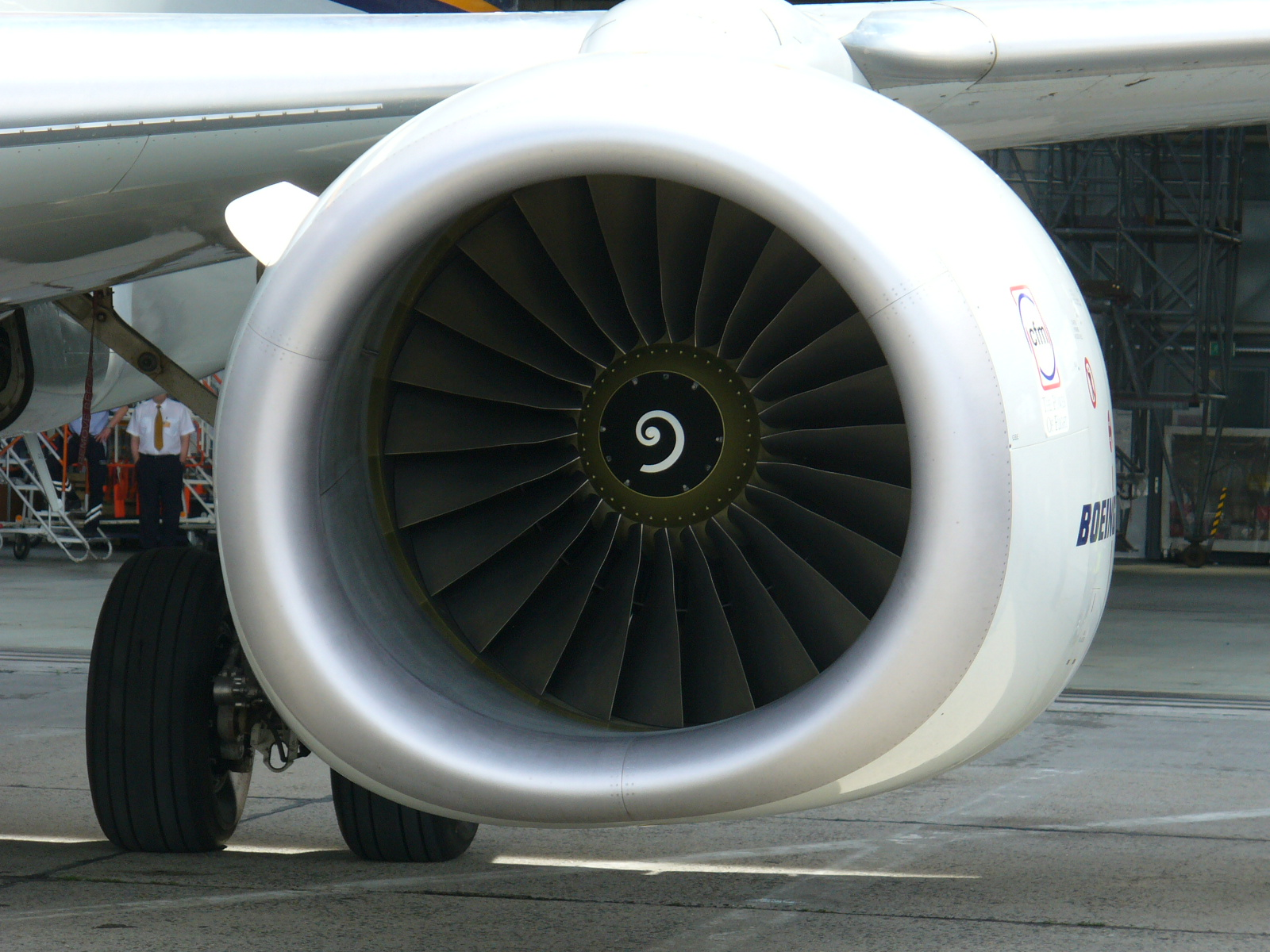
L’entrée « aplatie » d’un CFM56 sur Boeing 737.

Après le succès du CFM56-2 sur le marché de la modernisation d'avions anciens, le CFM56-3 consacrera la réussite de la société en étant choisi par Boeing comme moteur exclusif pour sa nouvelle gamme de Boeing 737, les Boeing 737-300, 400 et 500, également appelés « Boeing 737 Classic ». Les nacelles moteur des 737 Classic sont reconnaissables à leur forme non circulaire : du fait de la garde au sol limitée (le train d'atterrissage du 737 est particulièrement bas pour un avion de cette taille), il a fallu déplacer les auxiliaires sur le côté. Plus de 4 500 CFM56-3 ont été construits depuis sa certification en 1984, ce qui en fait le réacteur le plus largement produit de toute l'histoire de l'aviation dans une gamme de poussée de 82 à 105 kN.

### CFM56-5A et CFM56-5B
Sur la lancée du modèle précédent, le CFM56-5A fut conçu pour l'Airbus A320, le grand rival du Boeing 737. Le CFM56-5A a été certifié en 1987, et est disponible dans des poussées de 98 à 118 kN. C'est également le premier modèle de CFM56 à disposer d'un système de régulation électronique pleine autorité (FADEC).
Le CFM56-5A équipe également l'Airbus A319 dès sa sortie en 1996. Le CFM56-5B est une évolution du CFM56-5A qui entre en service en 1994 et équipe toute la gamme des Airbus A318, A319, A320 et A321. Il est disponible dans une gamme de poussée de 98 à 142,50 kN.
Les CFM56-5A et CFM56-5B équipent environ 60 % des avions de la famille A320ceo, ils sont en concurrence avec l'International Aero Engines V2500 (A319, A320 et A321) ainsi qu'avec le Pratt & Whitney PW6000 (A318). Début 2019, CFM annonce que le 10 000e moteur CFM56-5A/B a été livré.

### CFM56-5C
Après le succès sur les biréacteurs court- et moyen-courriers des versions précédentes, le CFM56-5C conçu pour l'Airbus A340 marque un retour aux quadriréacteurs long-courriers. Le CFM56-5C équipe en exclusivité les versions A340-200 et A340-300 et dispose de poussées comprises entre 139 et 151 kN. Pour le CFM56-5C, CFM International fournit un ensemble complet spécialement optimisé comprenant le moteur, la nacelle et la tuyère d'éjection. L'A340 est le seul avion à fuselage large équipé de CFM56, choix qui s'est fait par défaut après l'abandon du projet IAE SuperFan. Ces moteurs manquent de puissance pour la taille de l'A340, d'où des performances en deçà des avions de ligne contemporains. Il a souvent été dit que l'A340 était propulsé par « quatre sèche-cheveux ».
Pour les versions A340-500 et A340-600, le CFM56 ne sera plus assez puissant, et Airbus aura recours à quatre Rolls-Royce Trent 500 d'une taille mieux proportionnée à l'avion.

### CFM56-7B
Le CFM56-7B est le réacteur qui équipe en exclusivité les Boeing 737, versions B737-600, 700, 800 et 900 dites « Boeing 737 NG » pour nouvelle génération. Il a été certifié en 1996, dispose des dernières avancées technologiques et est disponible dans des poussées de 87 à 121 kN. Cette version est la plus vendue, en avril 2019, CFM annonce ainsi la livraison du 15 000e CFM56-7B.

### Modifications
Il existe, pour plusieurs des versions listées ci-dessus, des variantes incorporant des améliorations techniques.
Les CFM56 DAC (Double Annular Chamber) est une modification importante de la conception de la chambre de combustion. La tête de la chambre forme un « double anneau », avec deux rangées d'injecteurs de carburant. L'un des deux étages n'est utilisé qu'à pleine puissance (c'est-à-dire pour le décollage et la montée initiale). Cette conception donne une géométrie plus favorable à la chambre de combustion, qui permet, en vol de croisière, de diminuer la durée pendant laquelle l'air est exposé à de fortes températures, d'où une diminution des émissions d'oxyde d'azote. Cette modification est certifiée au milieu des années 1990,.
Le CFM56 Tech Insertion équipe les Boeing 737 et Airbus A320 depuis 2007, date à laquelle il est devenu la configuration de production pour tous les moteurs CFM56-7B et CFM56-5B. Ces nouvelles modifications concernent à la fois le compresseur haute pression, la chambre de combustion et la turbine haute pression. Son principal atout est de réduire les émissions d'oxydes d'azote de 28 % par rapport à ses prédécesseurs. Cette version est mise en service à la fin des années 2000.

## Moteurs basés sur le CFM56

### GE Affinity
Le GE Affinity est conçu par General Electric pour équiper le Aerion AS2, projet d'avion d'affaires supersonique. Il s'agit d'un dérivé de CFM56 adapté à un vol de croisière supersonique (environ Mach 1,4). Pour cela, la soufflante est remplacée par deux soufflantes de diamètre plus petit, ce qui réduit le taux de dilution de 6 à 3, tandis que les parties intérieures du moteur sont peu modifiées. Le projet est arrêté avec l'abandon du AS2 en mai 2021, après trois ans de développement.

### GE CF34-10
Les CF34 sont une gamme de réacteurs à fort taux de dilution destinés aux plus gros avions d'affaires et aux avions régionaux. Les premières versions, produites à partir de 1982, sont basées sur le réacteur militaire TF34 (A-10, S-3). La famille CF34 évolue vers des versions plus puissantes, et le CF34-10 s'inspire largement de la technologie du CFM56. Il se situe juste en dessous de celui-ci en termes de poussée, complétant la gamme GE. Il équipe des avions d'affaires haut de gamme (Bombardier Challenger), et des avions régionaux (Comac ARJ21).

### PowerJet SaM146
Ce moteur franco-russe, développé par UEC Saturn et Safran Aircraft Engines est destiné au Soukhoï SuperJet 100. Un peu plus petit que le CFM56, il en reprend très largement l'architecture.

### Shenyang WS-10 et WS-20
Ces deux moteurs sont largement basés sur une copie du CFM56, en particulier pour les parties internes. Le WS-10 est un moteur à faible taux de dilution pour le vol supersonique, équipant le chasseur Shenyang J-16, tandis que le WS-20 est un moteur à haute dilution destiné à l'avion-cargo Xian Y-20.